# François Francœur
François Francœur, zwany le cadet (ur. 8 września 1698 w Paryżu, zm. 5 sierpnia 1787 tamże) – francuski kompozytor.

## Życiorys
W 1713 roku został członkiem zespołu paryskiej Opery jako skrzypek. W 1720 roku odbył podróż do Wiednia, a w 1723 roku do Pragi na uroczystości koronacyjne cesarza Karola VI, gdzie poznał Tartiniego, Quantza i Fuxa. W latach 1727–1756 był nadwornym kompozytorem Ludwika XV, a w latach 1730–1756 także członkiem zespołu 24 Violons du Roi. Od 1739 roku pełnił funkcję maître de musique w paryskiej Operze, od 1743 roku jej inspektora, a od 1757 do 1766 roku był jej dyrektorem. Od 1760 roku był intendentem muzyki królewskiej. W 1764 roku otrzymał z rąk króla tytuł szlachecki.
Przyjaźnił się i współpracował z François Rebelem, wspólnie z którym pisał sztuki sceniczne na potrzeby paryskiej Opery (m.in. Pyrame et Thisbé, 1726). Ponadto był autorem muzyki instrumentalnej, w tym 2 zbiorów sonat skrzypcowych.